# Schaderode
Schaderode, Erfurt-Schaderode – dzielnica miasta Erfurt w Niemczech, w kraju związkowym Turyngia.